# 10698 Singer
10698 Singer este o planetă minoră (asteroid) din centura de asteroizi. A fost descoperită pe 3 martie 1981 la Observatorul Siding Spring de Schelte J. Bus și a fost numită după Kelsi Singer⁠(d). 
Obiectul prezintă o orbită caracterizată de o semiaxă mare de 2,3153505 UAi, o excentricitate de 0,12, o înclinație de 2,33955 ° în raport cu ecliptica.